# Cystomyces costaricensis
Cystomyces costaricensis är en svampart som beskrevs av Syd. 1927. Cystomyces costaricensis ingår i släktet Cystomyces och familjen Raveneliaceae.   Inga underarter finns listade i Catalogue of Life.